# Mohammad Rasoulof
Mohammad Rasoulof, en persan : محمد رسول‌اُف, né en 1972 à Chiraz, est un réalisateur iranien.

## Biographie

### Formation et débuts
Mohammad Rasoulof étudie la sociologie à l'université de Chiraz
,
puis le montage cinématographique à l'université Soore de Téhéran
,.
Après plusieurs courts métrages, il réalise son premier long métrage, The Twilight (« Le crépuscule ») en 2002. La reconnaissance lui vient en 2005 : son film Jazireh ahani (« La vie sur l'eau ») est récompensé au festival des films du monde de Montréal.

### Carrière et démêlés avec les autorités iraniennes
En décembre 2010, Rasoulof est arrêté avec Jafar Panahi, avec qui il co-réalise un film, pour « actes et propagande hostiles à la République islamique d'Iran ». Rasoulof est condamné à un an de prison et Panahi à six ans,.
Les manuscrits ne brûlent pas, présenté au festival de Cannes 2013, dans la sélection Un certain regard, remporte le prix FIPRESCI.
En 2017, Un homme intègre est présenté à Cannes, dans la sélection Un certain regard, dont il remporte le prix. Pour ce même film, Reza Akhlaghirad remporte le prix du meilleur acteur au festival international du film d'Antalya 2017.
Ce film lui vaut des ennuis des autorités dans son pays (passeport confisqué, convocation à un interrogatoire) qui l’accusent d'activités contre la sécurité nationale et de propagande contre le régime.
Le 23 juillet 2019, il est condamné à un an de prison pour propagande contre le régime,.
Le diable n'existe pas, son film contre la peine de mort et réflexion sur le libre arbitre et le devoir de désobéir, remporte l'Ours d'or de la Berlinale 2020. Interdit de sortie du territoire, le réalisateur n'a pas pu recevoir son prix.
En juillet 2022, Mohammad Rasoulof et Mostafa al-Ahmad sont arrêtés après la publication d'une tribune critiquant l'attitude des forces de l'ordre lors d'une manifestation. Jafar Panahi est arrêté à la suite d'une demande d'informations sur ces arrestations ; il est libéré sous caution en février 2023. Les autorités iraniennes reprochent aussi à Rasoulof un film documentaire sur le poète Baktash Abtin, Intentional crime, où il accuse le régime d'avoir délibérément privé le poète, emprisonné à Téhéran, des soins que son état de santé nécessitait.
Le Festival de Cannes demande la libération immédiate des cinéastes Rasoulof, Aleahmad et Panahi et condamne la vague de répression en cours en Iran contre ces artistes. Il est libéré à titre temporaire pour raisons de santé en janvier 2023 mais a interdiction de quitter le territoire. Invité au Festival de Cannes en 2023 comme membre d’un jury, il ne peut pas faire le déplacement.
Le 8 mai 2024, Rasoulof est condamné à une peine de huit ans de prison, dont cinq applicables, pour « collusion contre la sécurité nationale ». Le 77e festival de Cannes, qui débute le 14 mai, a sélectionné son film en compétition officielle Les Graines du figuier sauvage. Son avocat, Me Paknia affirme que les autorités ont convoqué des membres de l’équipe du film pour les interroger et qu’ils ont subi des pressions pour retirer le film des compétitions internationales. Le 12 mai 2024, il quitte secrètement le territoire iranien afin de se rendre en France, à Cannes.

## Filmographie
- 2002 : Gagooman (fa) (گاگومان)
- 2005 : La Vie sur l'eau (fa) (جزیره آهنی, Jazireh ahani)
- 2008 : La Parabole (fa) (Baad-e-daboor) (documentaire)
- 2009 : Keshtzar haye sepid (کشتزارهای سپید)
- 2011 : Au revoir (به امید دیدار, Bé omid é didar)
- 2013 : Les manuscrits ne brûlent pas (دست‌نوشته‌ها نمی‌سوزند, Dast-Neveshtehaa Nemisoozand)
- 2017 : Un homme intègre (لِرد, Lerd)[18]
- 2020 : Le diable n'existe pas (شیطان وجود ندارد, Sheytan vodjoud nadarad)
- 2022 : Jenayat-e amdi (fa) (جنایت عمدی) (documentaire)
- 2024 : Les Graines du figuier sauvage (دانه انجیر مقدس)

## Distinctions

### Récompenses
- Festival du film de Fajr 2003 : Simorgh de cristal du meilleur premier film pour Gagooman (fa)
- Festival des films du monde de Montréal 2005 : Meilleur scénario pour La Vie sur l'eau
- Festival de Cannes 2011 : Prix de la mise en scène pour Au revoir, section Un certain regard
- Festival de Cannes 2013 : Prix Fipresci pour Les manuscrits ne brûlent pas, section Un certain regard
- Festival de Cannes 2017 : Prix Un certain regard pour Un homme intègre
- Berlinale 2020 : Ours d'or pour Le diable n'existe pas
- Festival de Cannes 2024 : Prix spécial, prix FIPRESCI, prix du jury œcuménique, prix de l'AFCAE, prix François-Chalais pour Les Graines du figuier sauvage
- Festival du film de Sydney 2024 : meilleur long métrage international[19] pour Les Graines du figuier sauvage
- Lumières 2025 : Lumière de la meilleure coproduction internationale pour Les Graines du figuier sauvage

### Nominations
- César 2025 : meilleur film étranger pour Les Graines du figuier sauvage